# Sundance Film Festival 2016

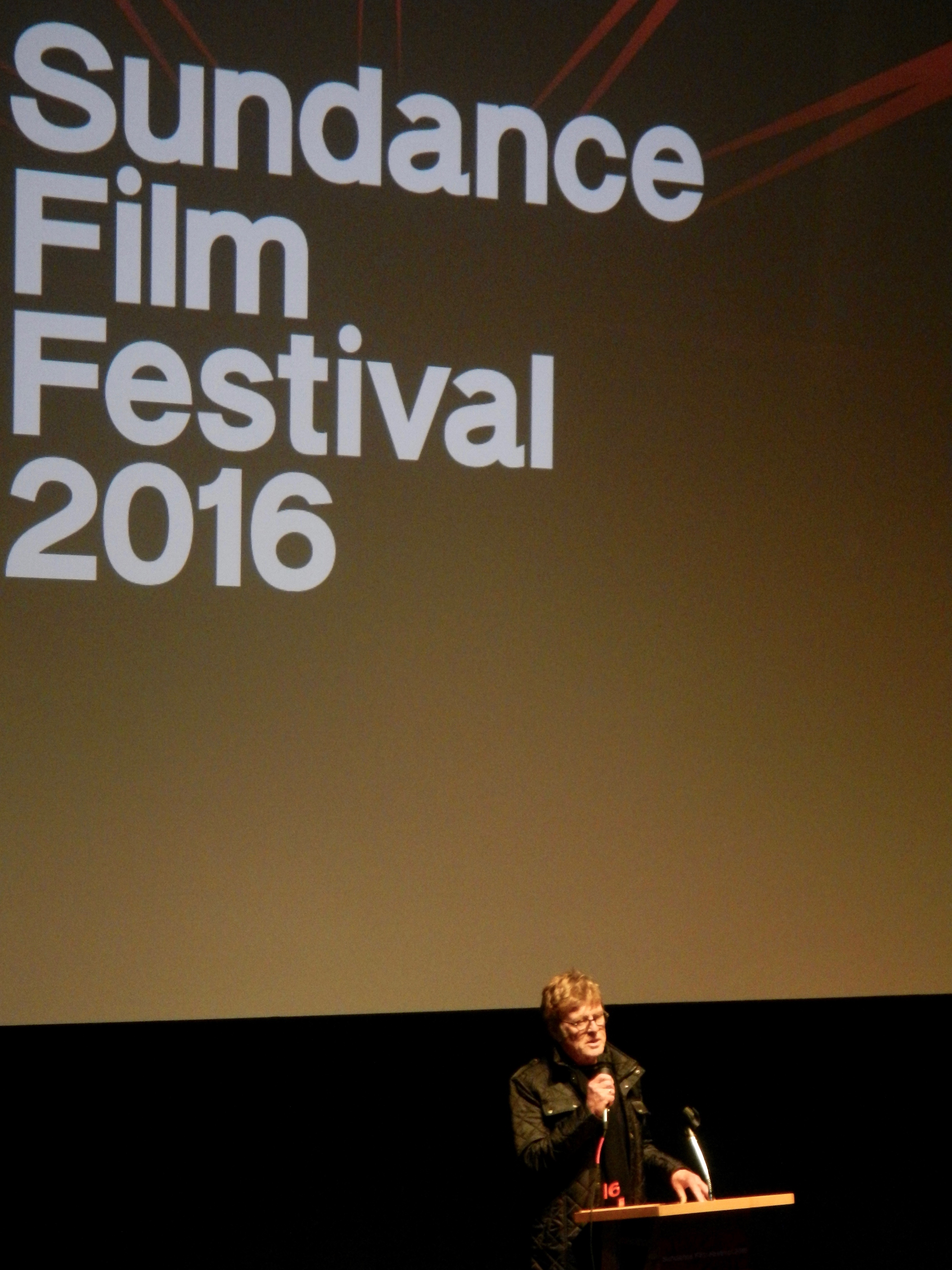
Robert Redford.

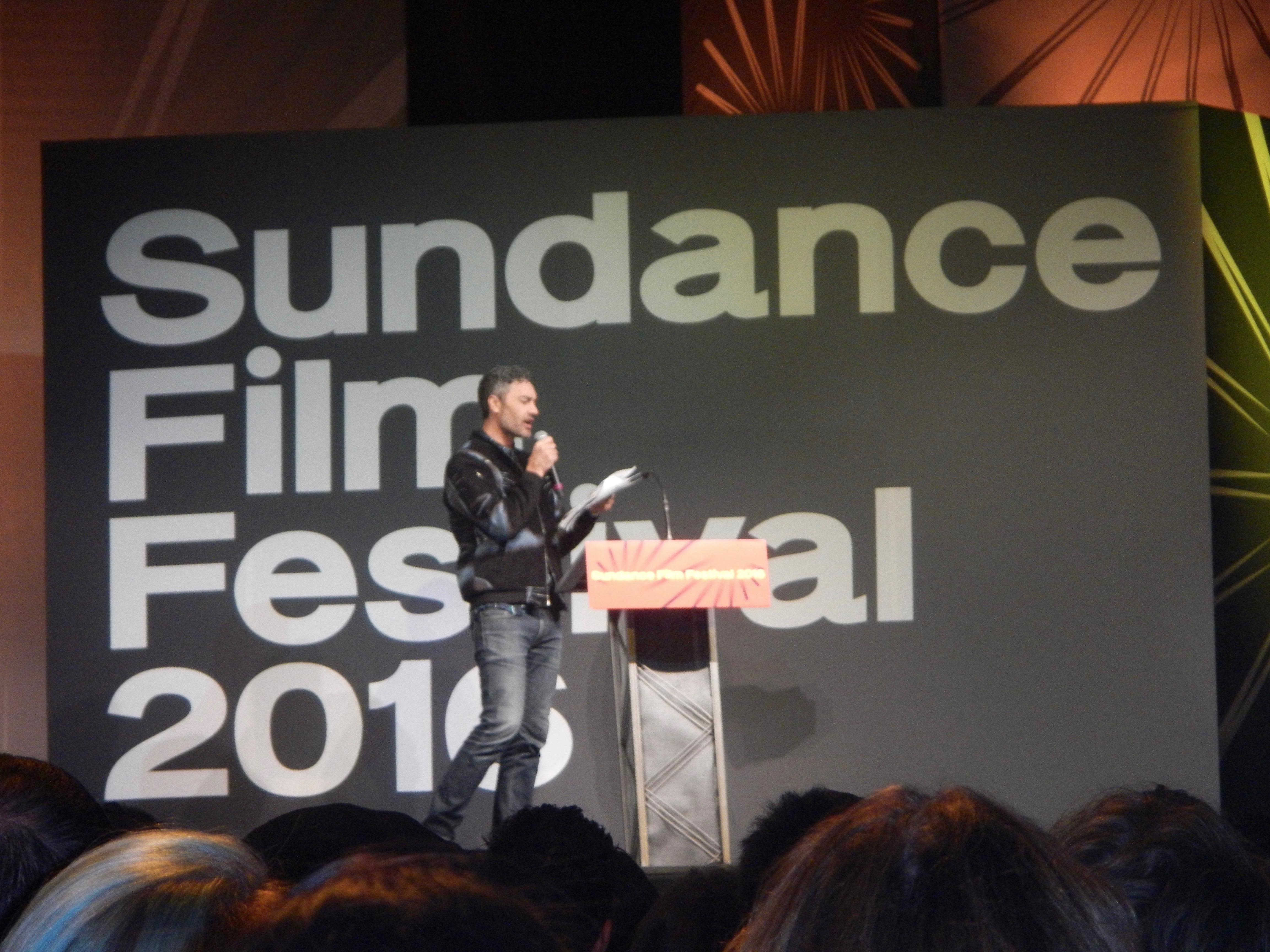
Taika Waititi durante la cerimonia di premiazione.

Il Sundance Film Festival 2016 ha avuto luogo a Park City, Utah, dal 21 gennaio al 31 gennaio 2016.
La cerimonia di premiazione si è tenuta il 30 gennaio 2016 al Basin Recreation Fieldhouse di Park City, presentata da Taika Waititi.
Il festival è stato vinto dal film The Birth of a Nation - Il risveglio di un popolo, che si è aggiudicato il premio del pubblico e il gran premio della giuria.

## Programma

### U.S. Dramatic
- As You Are, regia di Miles Joris-Peyrafitte
- Christine, regia di Antonio Campos
- Equity, regia di Meera Menon
- Goat, regia di Andrew Neel
- Un weekend al limite (Joshy), regia di Jeff Baena
- Lovesong, regia di So Yong Kim
- Morris from America, regia di Chad Hartigan
- Other People, regia di Chris Kelly
- Ti amo Presidente (Southside with You), regia di Richard Tanne
- Spa Night, regia di Andrew Ahn
- Swiss Army Man - Un amico multiuso (Swiss Army Man), regia di Daniel Kwan e Daniel Scheinert
- Tallulah, regia di Sian Heder
- The Birth of a Nation - Il risveglio di un popolo (The Birth of a Nation), regia di Nate Parker
- The Free World, regia di Jason Lew
- The Intervention, regia di Clea DuVall
- White Girl, regia di Elizabeth Wood

### U.S. Documentary
- Audrie & Daisy, regia di Jon Shenk e Bonni Cohen
- Author: The JT LeRoy Story, regia di Jeff Feuerzeig
- Gleason, regia di Clay Tweel
- Holy Hell, regia di Will Allen
- How to Let Go of the World (and Love All the Things Climate Can't Change), regia di Josh Fox
- Jim: The James Foley Story, regia di Brian Oakes
- Kate Plays Christine, regia di Robert Greene
- Kiki, regia di Sara Jordenö
- Life, Animated, regia di Roger Ross Williams
- Newtown, regia di Kim A. Snyder
- NUTS!, regia di Penny Lane
- Suited, regia di Jason Benjamin
- The Bad Kids, regia di Lou Pepe e Keith Fulton
- Trapped, regia di Dawn Porter
- Uncle Howard, regia di Aaron Brookner
- Weiner, regia di Elyse Steinberg e Josh Kriegman

### World Cinema Dramatic
- Dobra zena (A Good Wife), regia di Mirjana Karanović (Serbia, Bosnia, Croazia)
- Belgica, regia di Felix van Groeningen (Belgio, Francia, Paesi Bassi)
- Between Sea and Land, regia di Carlos del Castillo e Manolo Cruz (Colombia)
- Brahman Naman, regia di Q (Regno Unito, India)
- Halal Love (and Sex), regia di Assad Fouladkar (Libano, Germania, Emirati Arabi Uniti)
- Mammal, regia di Rebecca Daly (Irlanda, Lussemburgo, Paesi Bassi)
- Mi amiga del parque, regia di Ana Katz (Argentina, Uruguay)
- Aquí no ha pasado nada (Much Ado About Nothing), regia di Alejandro Fernández Almendras (Cile)
- Pleasure. Love., regia di Yao Huang (Cina)
- Sufat Chol (Sand Storm), regia di Elite Zexer (Israele)
- The Lure (Córki dancingu), regia di Agnieszka Smoczyńska (Polonia)
- Wild, regia di Nicolette Krebitz (Germania)

### World Cinema Documentary
- A Flag Without a Country, regia di Bahman Ghobadi (Iraq)
- All These Sleepless Nights, regia di Michal Marczak (Polonia)
- Hooligan Sparrow, regia di Nanfu Wang (Cina, USA)
- Plaza de la Soledad, regia di Maya Goded (Messico)
- Sky Ladder: The Art of Cai Guo-Qiang, regia di Kevin Macdonald (USA)
- Sonita, regia di Rokhsareh Ghaem Maghami (Germania, Iran, Svizzera)
- The Land of the Enlightened, regia di Pieter-Jan De Pue (Belgio)
- The Lovers and the Despot, regia di Ross Adam e Robert Cannan (Regno Unito)
- The Settlers, regia di Shimon Dotan (Francia, Canada, Israele, Germania)
- Tickled, regia di Dylan Reeve e David Farrier (Nuova Zelanda)
- We Are X, regia di Stephen Kijak (Regno Unito, USA, Giappone)
- When Two Worlds Collide, regia di Mathew Orzel e Heidi Brandenburg (Perù)

### NEXT
- Dark Night, regia di Tim Sutton
- First Girl I Loved, regia di Kerem Sanga
- How To Tell You're A Douchebag, regia di Tahir Jetter
- Jacqueline (Argentine), regia di Bernardo Britto
- Operation Avalanche, regia di Matt Johnson
- Sleight, regia di JD Dillard
- THE 4TH, regia di Andre Hyland
- The Eyes of My Mother, regia di Nicolas Pesce
- The Fits, regia di Anna Rose Holmer
- The Land, regia di Steven Caple Jr.

### Midnight
- 31, regia di Rob Zombie
- Antibirth, regia di Danny Perez
- Carnage Park, regia di Mickey Keating
- Outlaws and Angels, regia di JT Mollner
- The Blackout Experiments, regia di Rich Fox
- The Greasy Strangler, regia di Jim Hosking
- Trash Fire, regia di Richard Bates Jr.
- L'ombra della paura (Under the Shadow), regia di Babak Anvari
- Yoga Hosers, regia di Kevin Smith

### Spotlight
- Cemetery of Splendour (Rak ti Khon Kaen), regia di Apichatpong Weerasethakul (Thailandia)
- El abrazo de la serpiente (Embrace of the Serpent), regia di Ciro Guerra (Colombia)
- Green Room, regia di Jeremy Saulnier (USA)
- Land of Mine - Sotto la sabbia (Under sandet), regia di Martin Zandvliet (Danimarca)
- Il piano di Maggie - A cosa servono gli uomini (Maggie's Plan), regia di Rebecca Miller (USA)
- Miles Ahead, regia di Don Cheadle (USA)
- Rams - Storia di due fratelli e otto pecore (Hrútar), regia di Grímur Hákonarson (Islanda, Danimarca)
- The Lobster, regia di Yorgos Lanthimos (Irlanda, Regno Unito, Grecia, Francia)
- Viva, regia di Paddy Breathnach (Irlanda)

### Premieres
- Agnus Dei (Les Innocentes), regia di Anne Fontaine
- Ali & Nino, regia di Asif Kapadia
- Captain Fantastic, regia di Matt Ross
- Certain Women, regia di Kelly Reichardt
- Complete Unknown, regia di Joshua Marston
- Frank & Lola, regia di Matthew Ross
- Selvaggi in fuga (Hunt for the Wilderpeople), regia di Taika Waititi
- Indignazione (Indignation), regia di James Schamus
- Little Men, regia di Ira Sachs
- Amore e inganni (Love & Friendship), regia di Whit Stillman
- Manchester by the Sea, regia di Kenneth Lonergan
- Mr. Pig, regia di Diego Luna
- Sing Street, regia di John Carney
- Sophie and the Rising Sun, regia di Maggie Greenwald
- Altruisti si diventa (The Fundamentals of Caring), regia di Rob Burnett
- The Hollars, regia di John Krasinski
- Wiener-Dog, regia di Todd Solondz

### Special Events
- 22.11.63 (11.22.63) – miniserie TV
- American Epic, regia di Bernard MacMahon
- Behind the Scenes of Anomalisa, regia di Duke Johnson e Charlie Kaufman
- Chelsea Does, regia di Eddie Schmidt
- Dazed and Confused with live commentary by Richard Linklater and Jason Reitman, regia di Richard Linklater
- O.J.: Made in America, regia di Ezra Edelman
- The Girlfriend Experience – serie TV
- The New Yorker Presents, regia di Robert Pulcini, Ryan Miller, Blair Foster, Shari Springer Berman, Steve James, Alex Gibney
- The Skinny – miniserie TV
- United Shades of America – serie TV

### Documentary Premieres
- Becoming Mike Nichols, regia di Douglas McGrath
- Eat That Question - Frank Zappa in His Own Words, regia di Thorsten Schütte
- Film Hawk, regia di Tai Parquet e JJ Garvine
- LO AND BEHOLD Reveries of the Connected World, regia di Werner Herzog
- Mapplethorpe: Look at the Pictures, regia di Randy Barbato e Fenton Bailey
- Maya Angelou And Still I Rise, regia di Rita Coburn Whack e Bob Hercules
- Michael Jackson’s Journey from Motown to Off the Wall, regia di Spike Lee
- Norman Lear: Just Another Version of You, regia di Rachel Grady e Heidi Ewing
- Nothing Left Unsaid: Gloria Vanderbilt & Anderson Cooper, regia di Liz Garbus
- Resilience, regia di James Redford
- Richard Linklater - dream is destiny, regia di Karen Bernstein e Louis Black
- Under the Gun, regia di Stephanie Soechtig
- Unlocking the Cage, regia di Donn Alan Pennebaker e Chris Hegedus

### Sundance Kids
- Little Gangster, regia di Arne Toonen (Paesi Bassi)
- Palle di neve (Snowtime!), regia di François Brisson e Jean-François Pouliot (Canada)
- La principessa e l'aquila (The Eagle Huntress), regia di Otto Bell (USA)

## Giurie
- U.S. Documentary: Simon Kilmurry, Jill Lepore, Shola Lynch, Louie Psihoyos, Amy Ziering
- U.S. Dramatic: Lena Dunham, Jon Hamm, Avy Kaufman, Franklin Leonard, Randall Poster
- World Cinema Documentary: Mila Aung-Thwin, Tine Fischer, Asif Kapadia
- World Cinema Dramatic: Mark Adams, Fernanda Solorzano, Apichatpong Weerasethakul
- Shorts Film: Keegan-Michael Key, Gina Kwon, Amy Nicholson
- Premio Alfred P. Sloan: Kerry Bishé, Mike Cahill, Shane Carruth, Clifford Johnson, Ting Wu

## Premi

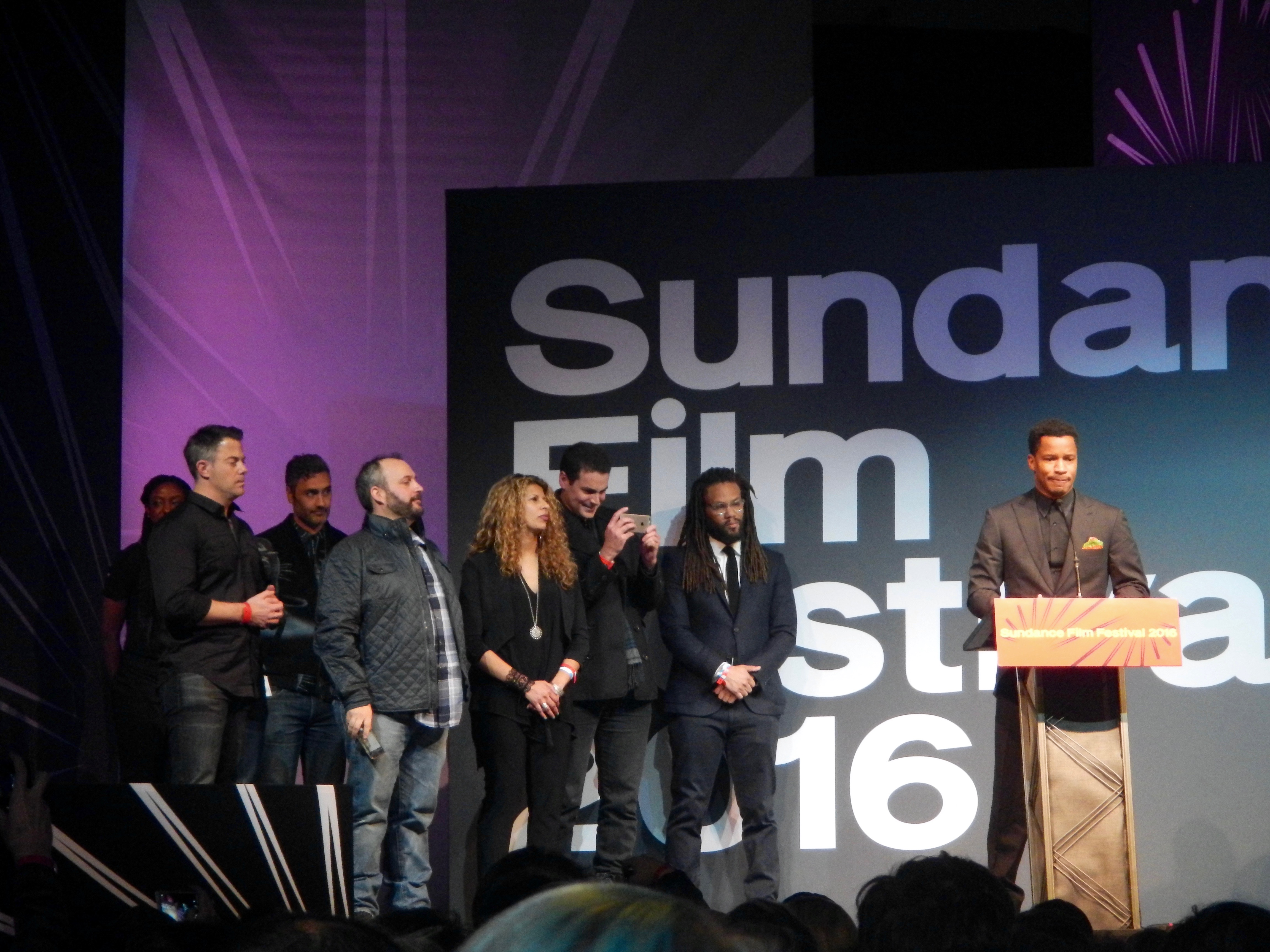
Nate Parker ritira il Gran premio della giuria: U.S. Dramatic al Sundance Film Festival.

- The U.S. Grand Jury Prize: Dramatic: The Birth of a Nation - Il risveglio di un popolo (The Birth of a Nation), regia di Nate Parker
- The U.S. Grand Jury Prize: Documentary: Weiner, regia di Josh Kriegman e Elyse Steinberg
- The World Cinema Grand Jury Prize: Dramatic: Sufat Chol, regia di Elite Zexer
- The World Cinema Grand Jury Prize: Documentary: Sonita, regia di Rokhsareh Ghaem Maghami
- The Audience Award: U.S. Documentary: Jim: The James Foley Story, regia di Brian Oakes
- The Audience Award: U.S. Dramatic: The Birth of a Nation - Il risveglio di un popolo (The Birth of a Nation), regia di Nate Parker
- The Audience Award: World Cinema Documentary: Sonita, regia di Rokhsareh Ghaem Maghami
- The Audience Award: World Cinema Dramatic: Between Sea and Land, regia di Carlos del Castillo e Manolo Cruz
- The Audience Award: NEXT: First Girl I Loved, regia di Kerem Sanga
- The Directing Award: U.S. Documentary: Roger Ross Williams per Life, Animated

- The Directing Award: U.S. Dramatic: Daniel Scheinert e Dan Kwan per Swiss Army Man - Un amico multiuso (Swiss Army Man)
- The Directing Award: World Cinema Documentary: Michal Marczak per All These Sleepless Nights
- The Directing Award: World Cinema Dramatic: Felix van Groeningen per Belgica
- The Waldo Salt Screenwriting Award: U.S. Dramatic: Chad Hartigan per Morris from America
- Premio Alfred P. Sloan – El abrazo de la serpiente
- A U.S. Documentary Special Jury Award for Editing: Penny Lane e Thom Stylinski per NUTS!
- A U.S. Documentary Special Jury Award for For Social Impact Filmmaking: Trapped, regia di Dawn Porter
- A U.S. Documentary Special Jury Award for Writing: Kate Plays Christine, regia di Robert Greene
- A U.S. Documentary Special Jury Award for Vérité Filmmaking: The Bad Kids, regia di Keith Fulton e Lou Pepe
- A U.S. Dramatic Special Jury Award: As You Are, regia di Miles Joris-Peyrafitte
- A U.S. Dramatic Special Jury Award for Breakthrough Performance: Joe Seo per Spa Night
- A U.S. Dramatic Special Jury Award for Individual Performance: Melanie Lynskey per The Intervention
- A U.S. Dramatic Special Jury Award for Individual Performance: Craig Robinson per Morris from America
- A World Cinema Documentary Special Jury Award for Debut Feature: Heidi Brandenburg e Mathew Orzel per When Two Worlds Collide
- A World Cinema Documentary Special Jury Award for Cinematography: Pieter-Jan De Pue per The Land of the Enlightened
- A World Cinema Documentary Special Jury Award for Editing: Mako Kamitsuna e John Maringouin per We Are X
- A World Cinema Dramatic Special Jury Award for Acting: Vicky Hernandéz e Manolo Cruz per Between Sea and Land
- A World Cinema Dramatic Special Jury Award for Screenwriting: Ana Katz e Inés Bortagaray per Mi Amiga del Parque
- A World Cinema Dramatic Special Jury Award for Unique Vision and Design: Agnieszka Smoczyńska per The Lure (Córki dancingu)